# Narycia lasiomicra
Narycia lasiomicra är en fjärilsart som beskrevs av Oswald Beltram Lower 1903. Narycia lasiomicra ingår i släktet Narycia och familjen säckspinnare. Inga underarter finns listade i Catalogue of Life.